# Southwark Theatre
Southwark Theatre var den första permanenta teatern i staden Philadelphia i USA, och en av de första i USA.  Den öppnade 1766 och var aktiv fram till 1823.
Ett teatersällskap under ledning av Thomas Keane och Walter Murray uppträdde för första gången i staden 1749–1750, då i en provisorisk byggnad kallad Plumstead’s warehouse, en köpmans lagerlokal. I samma lokal uppträdde också Old American Company då det för första gången uppträdde i staden 1754.
Southwark Theatre uppfördes av Old American Company, från 1752 det första professionella teatersällskapet i USA, som uppförde flera teaterhus att uppträda i under sina turnéer, och Southwark Theatre var den byggnad de uppträdde i under sina vistelser i Philadelphia. När det grundades blev det den första teatern i USA, följd av John Street Theatre i New York året därpå: Dock Street Theatre grundades 1736 och kan ses som äldre, men det är oklart om det användes av ett amatörteatersällskap eller professionella aktörer.
Det beskrivs som en stor byggnad med en bottenvåning i tegel, en övervåning i trä och en kupol, och väl anpassad för sitt syfte. Teatern låg på South Street strax utanför stadsgränsen och undvek därmed myndigheternas ofta ogillande inställning till teaterverksamhet. Southwark Theatre var ett betydelsefullt centrum för teaterkulturen i USA under 1700-talet och var en fast punkt för Old American Company, som regelbundet återvände dit. Den var tillfälligt stängd 1774–1784, när all teaterverksamhet var förbjuden i USA. Verksamheten återupptogs 1784, men kallades då recitationer, uppläsningar, konserter och operaföreställningar, och byggnaden för 'Southwark Opera House' fram till att teaterförbudet slutligen avskaffades 1787–1788.
År 1794 fick teatern sin första rival i staden, Chestnut Street Theatre, som ersatte den som stadens främsta teater, och Old American Company var därefter främst aktiva i New York. Byggnaden brann slutligen ned år 1823.